# Dorfkirche Hohen Mistorf

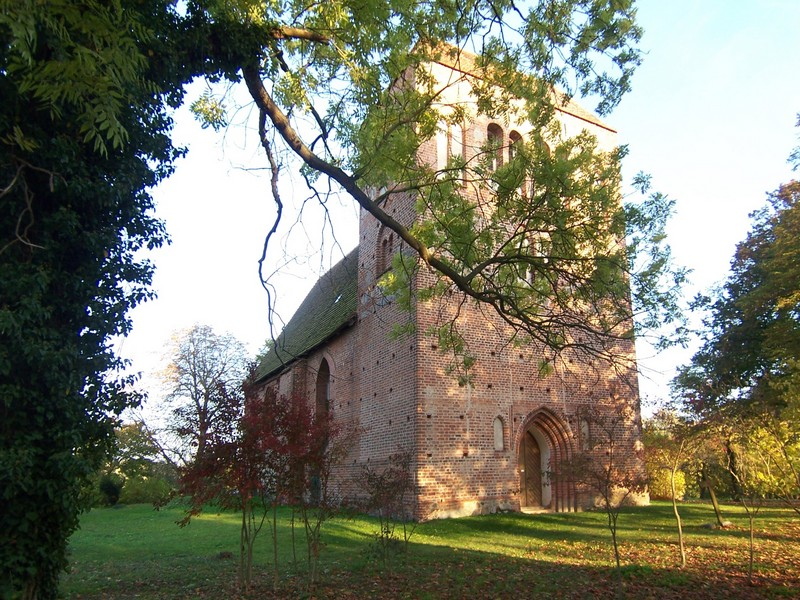
Kirche in Hohen Mistorf

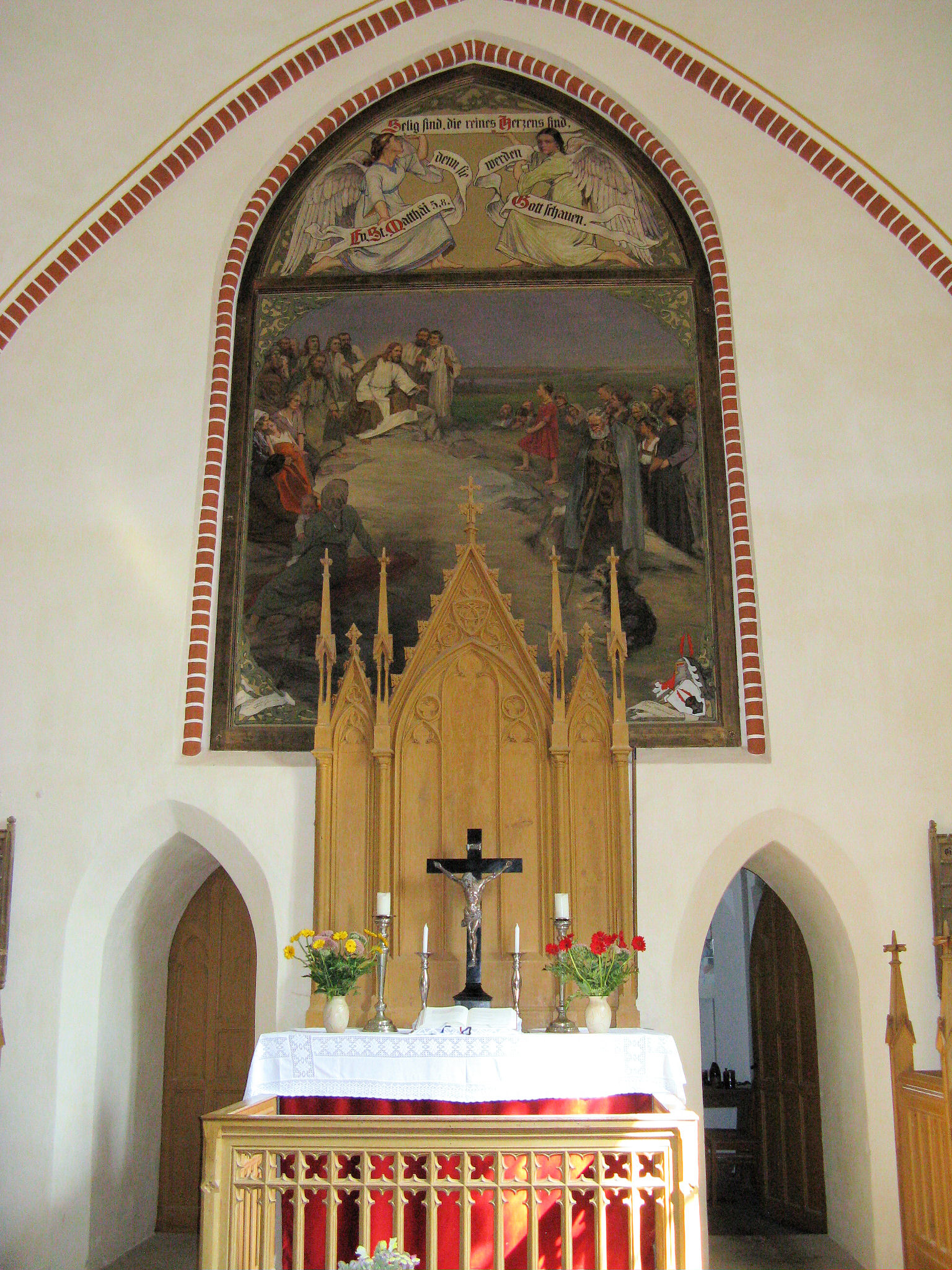
Altar

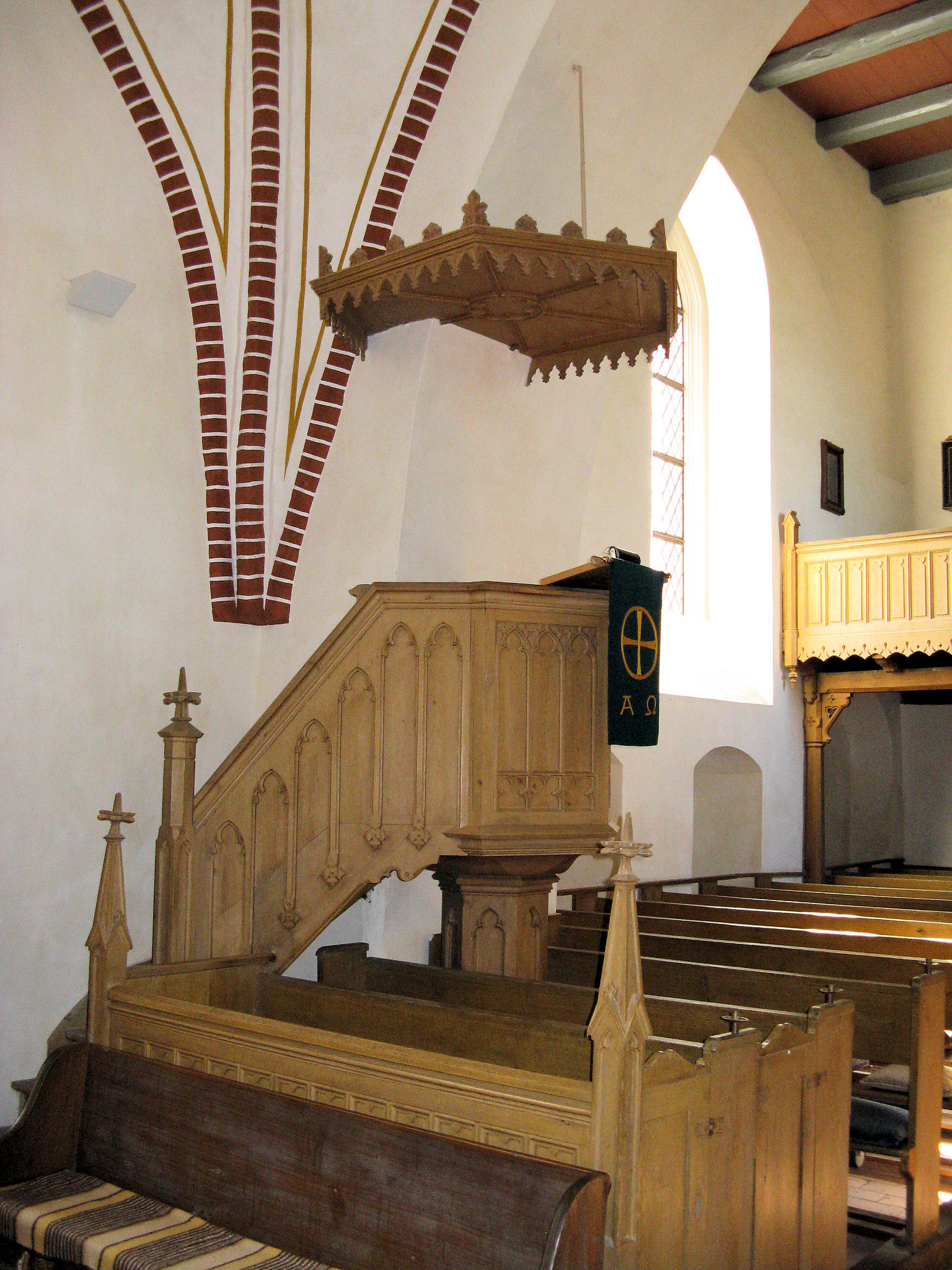
Kanzel

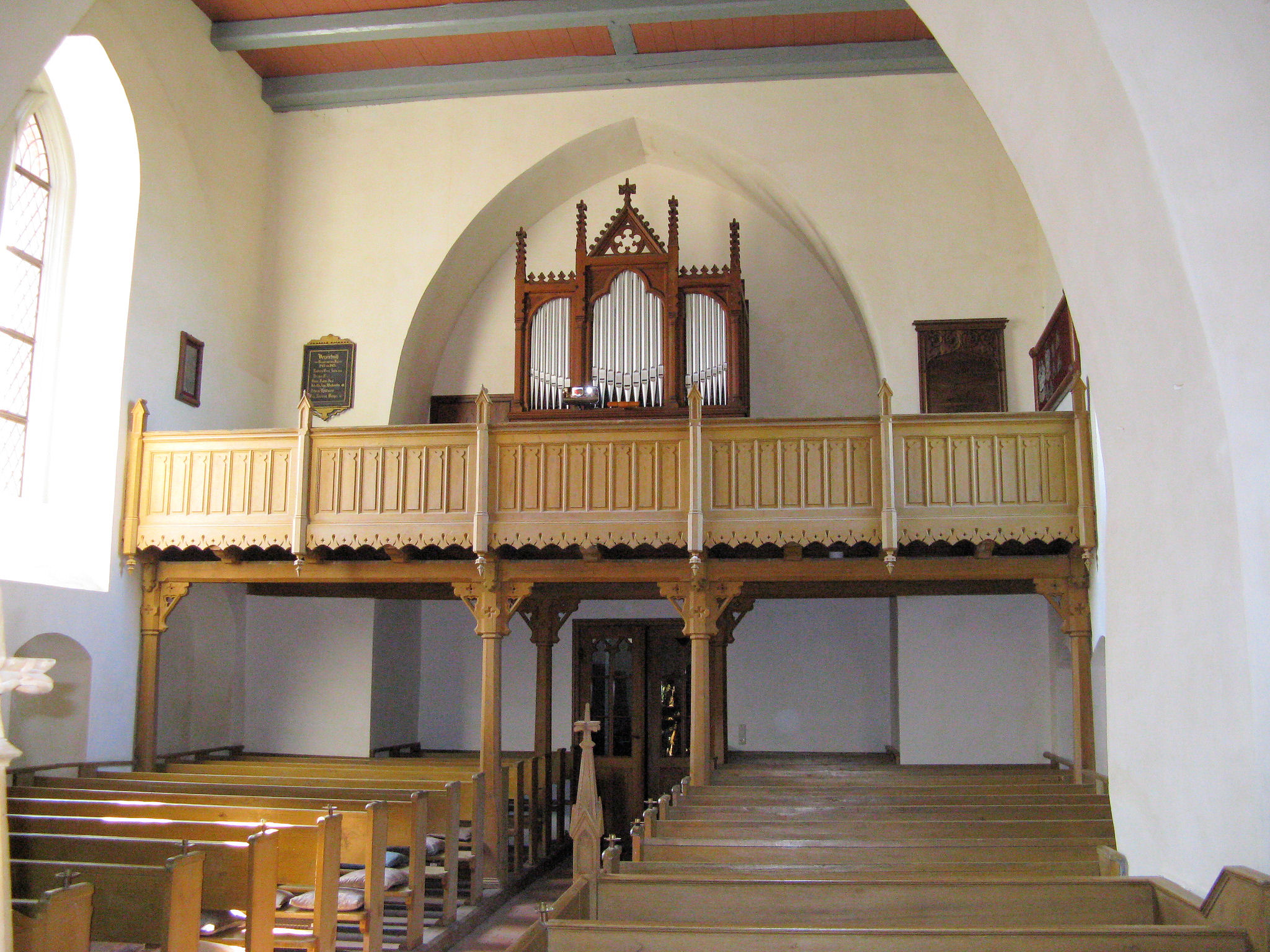
Orgel

Die Dorfkirche Hohen Mistorf ist eine gotische Backsteinkirche im Ortsteil Hohen Mistorf von Alt Sührkow im Landkreis Rostock in Mecklenburg-Vorpommern. Sie gehört zur Kirchengemeinde Hohen Mistorf in der Propstei Rostock im Kirchenkreis Mecklenburgische Schweiz der Evangelisch-Lutherischen Kirche in Norddeutschland (Nordkirche).

## Baubeschreibung

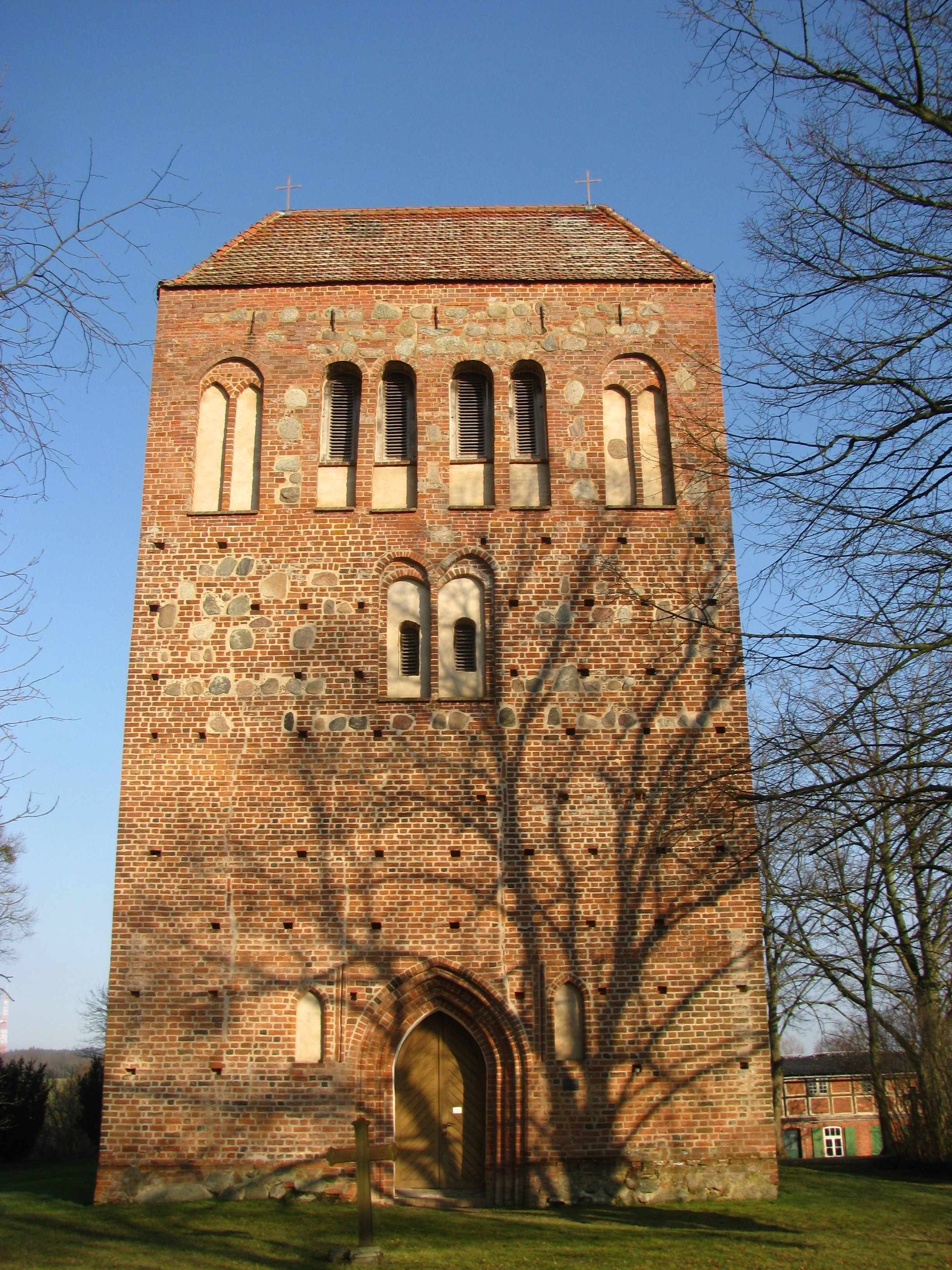
Westturm

Die Dorfkirche von Hohen Mistorf ist ein schlichter gotischer Backsteinbau. Der Chor mit kuppelartigem Domikalgewölbe wurde um 1280 begonnen und öffnet sich mit einem steilen Triumphbogen zum Schiff. Das vermutlich ursprünglich auf größere Breite angelegte, flachgedeckte Schiff wurde erst zum Anfang des 14. Jahrhunderts in der Breite des Chors angebaut.
Der altertümlich und wehrhaft wirkende Turm mit querrechteckigem Grundriss wurde erst im 15. Jahrhundert mit dem Glockengeschoss mit rundbogigen Öffnungen und Blenden abgeschlossen, das aus Backsteinmauerwerk unter teilweiser Verwendung von Feldsteinen besteht und mit einem flachen Walmdach gedeckt ist. Der Chor und das Schiff sind durch starke Strebepfeiler abgetrennt.
Der Ostgiebel ist mit reichem Blendenschmuck mit ausgespartem Kreuz und Deutschem Band verziert. Die teilweise erneuerten Fenster sind mit eingelegtem Rundstab geschmückt. Die Kirche wird durch Stufenportale im Süden und Westen erschlossen; das westliche Portal ist von zwei spitzbogigen Blenden gerahmt. Die Sakristei im Osten und die Vorhalle im Süden wurden 1859 hinzugefügt.

## Ausstattung
Die einheitlich neugotische Ausstattung von 1862 besteht aus einem Altar mit darüber angeordnetem Wandbild aus dem Jahr 1920 von Fritz Greve mit der Bergpredigt, einer schlichten Kanzel und der Westempore mit Orgel.
Die Orgel ist ein Werk von Marcus Runge aus dem Jahr 1915 mit sieben Registern auf einem Manual und Pedal.
| Manual C–a3 |     |  |
| Bordun      | 16′ |  |
| Principal   | 8′  |  |
| Gedackt     | 8′  |  |
| Salicional  | 8′  |  |
| Octave      | 4′  |  |

| Pedal C–d1 |     |  |
| Subbass    | 16′ |  |
| Octavbass  | 8′  |  |

Koppeln
- Pedalkoppel
- Octavkoppel (Superoctavkoppel)

Spielhilfen
- Druckknöpfe unter der Manualklaviatur: Tutti, Mezzoforte